# Rogier Hofman

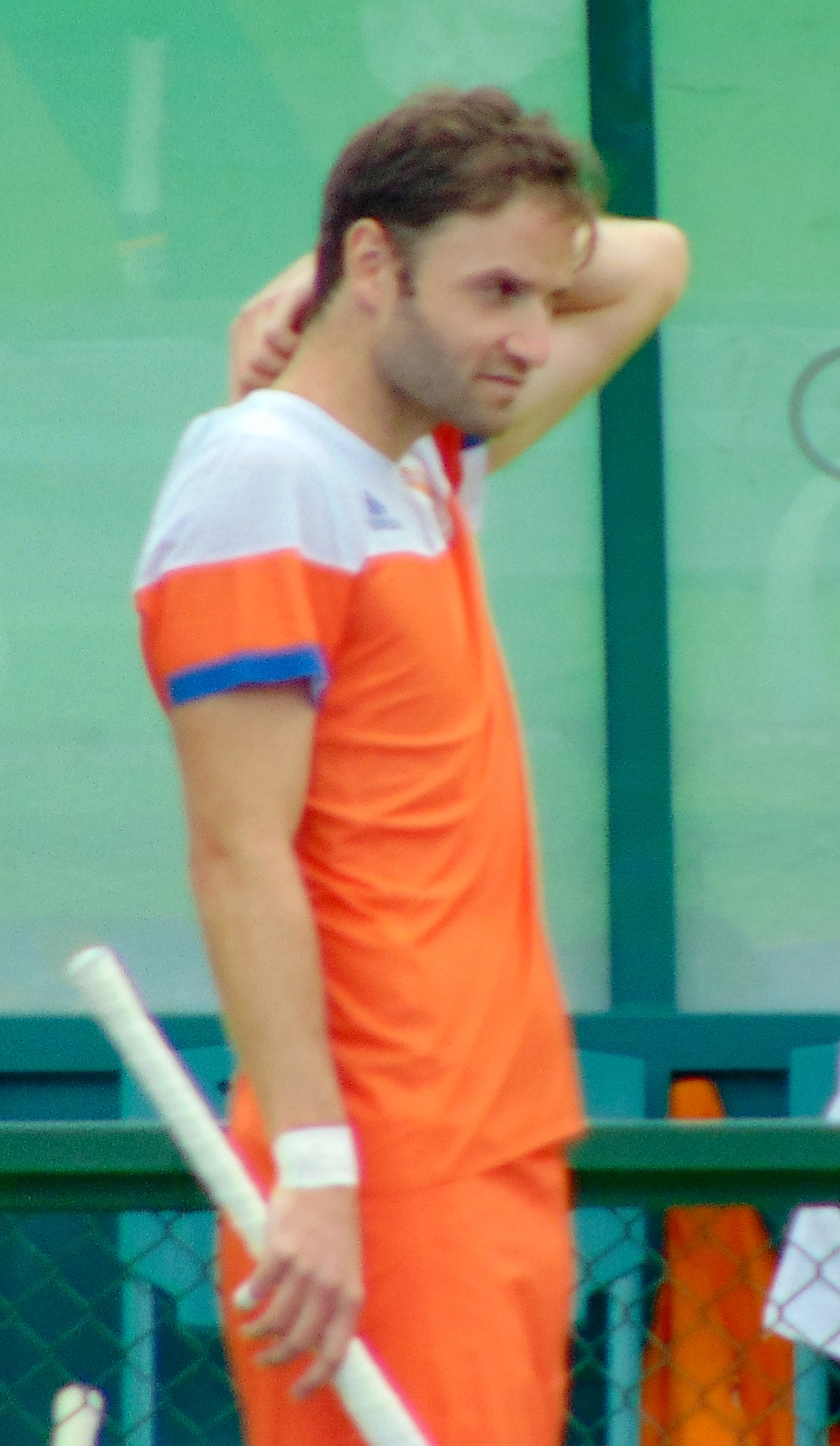
Rogier Hofman bei den Olympischen Spielen 2016

Rogier Alexander Hofman (* 5. September 1986 in Vught) ist ein niederländischer Hockeyspieler, der bei den Olympischen Spielen 2012 die Silbermedaille gewann. 2014 war er Weltmeisterschaftszweiter, 2010 Weltmeisterschaftsdritter, 2015 Europameister, 2011 Europameisterschaftszweiter sowie 2009 und 2013 Europameisterschaftsdritter.

## Sportliche Karriere
Der 1,84 m große Rogier Hofman bestritt von 2006 bis 2016 insgesamt 212 Länderspiele für die niederländische Nationalmannschaft, in denen der Mittelfeldspieler 44 Tore erzielte.
Hofman wirkte in zwei Spielen bei der Weltmeisterschaft 2006 in Mönchengladbach mit. Die Niederländer verpassten als Gruppendritte der Vorrunde den Einzug ins Halbfinale. Am Ende belegten sie den siebten Platz. Bei den Olympischen Spielen 2008 war Hofman zwar im Kader, wurde aber nicht eingesetzt.
2009 bei der Europameisterschaft in Amstelveen belegten die Niederländer in der Vorrunde den zweiten Platz hinter den Spaniern. Im Halbfinale gegen die Engländer stand es nach dem Ende der regulären Spielzeit 1:1, die Engländer gewannen per Golden Goal. Im Spiel um den dritten Platz bezwangen die Niederländer die Spanier mit 6:1. Hofman war in allen fünf Spielen dabei und erzielte im ersten Gruppenspiel ein Tor. Bei der Weltmeisterschaft 2010 in Neu-Delhi belegten die Niederländer in der Vorrunde den zweiten Platz hinter den Deutschen. Nach einer 1:2-Halbfinalniederlage gegen die Australier gewannen die Niederländer das Spiel um den dritten Platz mit 4:3 gegen das englische Team. Im letzten Spiel erzielte Hofman drei Minuten vor Schluss den vierten Treffer.
Im Jahr darauf bei der Europameisterschaft in Mönchengladbach gewannen die Niederländer ihre Vorrundengruppe. Das Halbfinale gegen die Belgier endete mit 4:2 für die Niederländer. Im Finale unterlagen sie den Deutschen mit 2:4. 2012 nahm Hofman an den Olympischen Spielen 2012 in London teil. In der Vorrunde siegten die Niederländer mit 3:1 gegen die Deutschen und gewannen damit auch ihre Gruppe. Nach einem 9:2-Halbfinalsieg über die Briten trafen die Niederländer im Finale wieder auf die Deutschen und verloren nun 1:2. 2013 bei der Europameisterschaft in Boom gewannen die Niederländer einmal mehr ihre Vorrundengruppe. Nach einer 3:5-Halbfinalniederlage gegen die Deutschen siegten die Niederländer im Spiel um den dritten Platz mit 3:2 gegen die Engländer. Hofman war in allen Spielen dabei, erzielte aber kein Tor.
2014 waren die Niederlande Gastgeber der Weltmeisterschaft in Den Haag. Die Niederländer gewannen ihre Vorrundengruppe und bezwangen im Halbfinale die Engländer mit 1:0. Im Finale unterlagen sie den Australiern mit 1:6. Sein einziges Tor bei diesem Turnier schoss Hofman in der Auftaktpartie. Im Jahr darauf bei der Europameisterschaft 2015 in London siegten die Niederländer im Finale mit 6:1 gegen die deutsche Mannschaft, wobei Hofman in diesem Spiel einmal traf. 2016 bei den Olympischen Spielen in Rio de Janeiro belegten die Niederländer in der Vorrunde den zweiten Platz hinter der deutschen Mannschaft aber vor den Argentiniern. Im Viertelfinale bezwangen sie die australische Mannschaft mit 4:0, unterlagen dann aber im Halbfinale den Belgiern mit 1:3. Im Spiel um Bronze verloren die Niederländer gegen die Deutschen im Penalty-Schießen, wobei Hofman im Penaltyschießen nicht dabei war. Das Spiel um den dritten Platz war Hofmans letztes Länderspiel, sein letztes Länderspieltor erzielte er in der Vorrunde gegen Indien.
Hofman begann seine Karriere beim Stichtse Cricket en Hockey Club. Danach spielte er beim HC Bloemendaal.